# Баландин, Сергей Степанович
Серге́й Степа́нович Бала́ндин (4 июля 1907, дер. Заборная Краснокамского района Молотовской области — 12 сентября 1992, Москва) — советский конструктор авиационных двигателей бесшатунной схемы.

## Биография
Сергей Степанович Баландин является конструктором поршневых авиационных двигателей необычной бесшатунной схемы, разрабатывавшихся в СССР в 1930—1940-х годах. Удачное применение элипсографического принципа вместе с отсутствием шатунов и их антиподов противовесов на коленчатом валу, позволяло создавать достаточно компактные и теоретически идеально сбалансированные двигатели внутреннего сгорания.

## Разработки
В период с 1937 по 1951 годы были разработаны и опробованы несколько модификаций двигателей — от простого экспериментального четырёхцилиндрового двигателя (ОМБ, 80-140 л. с.) до восьмицилиндрового двигателя двойного действия (ОМ127-РНб 3200 л. с.).
Также были сконструированы двигатели с гораздо большими мощностями (10 000 — 14 000 л. с.), но так и не доведённые до серийного производства в связи с появлением реактивных и турбореактивных двигателей, а также сложностью схемы, предложенной Баландиным.
Интерес к двигателям бесшатунной схемы остаётся и сегодня, и время от времени в прессе появляются заметки о новых решениях, устраняющих недостатки одной из модификаций БСМ, описанных Сергеем Степановичем Баландиным на страницах его книги «Бесшатунные двигатели внутреннего сгорания», увидевшей свет в двух редакциях, в 1968 и 1972 годах соответственно.
Сторонники теорий заговора промышленников убеждены, что в настоящее время ещё одним препятствием продвижению бесшатунных двигателей на рынок является явное или скрытое сопротивление производителей двигателей традиционной кривошипно-шатунной схемы и деталей к ним.

## Награды
Правительство СССР высоко оценило трудовые заслуги С. С. Баландина, наградив его орденами и медалями.